# The Peel Session (álbum de Syd Barrett)
The Peel Session es una colección de grabaciones de Syd Barrett lanzada el 25 de enero de 1987. Este EP contiene cinco canciones que él tocó para el programa de Top Gear de John Peel, grabado el 24 de febrero de 1970 y transmitido poco después.

## Lista de temas
Todas las canciones fueron escritas por Syd Barrett.
1. "Terrapin" – 3:02
2. "Gigolo Aunt" – 3:35
3. "Baby Lemonade" – 2:37
4. "Effervescing Elephant" – 0:57
5. "Two of a Kind" – 2:28

## Intérpretes
- Syd Barrett – guitarra acústica, voces
- David Gilmour – bajo, quitarra eléctrica, órgano
- Jerry Shirley – percusión